# Eteocles (rey de Orcómeno)
En la mitología griega, Eteocles (Ἐτεοκλῆς) o Eteoclo (Ἐτέοκλος) fue un rey de Orcómeno. La tradición local referida a él fue registrada por Pausanias en su Descripción de Grecia, y es como sigue:
Eteocles era hijo de Andreo (hijo a su vez del dios-río Peneo) y de Evipe (hija de Leucón), a quien sucedió en el trono. En otras fuentes es llamado hijo del dios Céfiso. Se le atribuye la fundación de dos tribus, que recibieron los nombres de su padre (Céfiso) y de él mismo. Se dice que asignó una parte de la tierra de Orcómeno a Almo, el hijo de Sísifo, el cual dio nombre al pueblo de Olmonas (pues "Almones" era su nombre original). También se dice que Eteocles fue el primero en ofrecer sacrificios a las Cárites, y en haber establecido su número (tres).
La conexión mitológica entre Eteocles y las Cárites queda confirmada por Teócrito, que se refiere a las diosas como "divinas hijas de Eteocles". Estrabón también reconoce a Eteocles como constructor del templo de las Cárites.
West conjetura, apoyándose en Estéfano de Bizancio, que el hijo habido entre Eteocles y Evipe fue Evemón, epónimo de una ciudad arcadia (con raíces orcomenias). En un escolio se nos dice, no obstante, que Eteocles había sido el padre de Minias.
| Predecesor: Andreo | Reyes de Orcómeno | Sucesor: Flegias |